# Otto Kohfink
Otto Kohfink (* 27. Juni 1907 in Bietigheim-Bissingen; † 1994) war ein deutscher Motorradrennfahrer.
Der Bietigheimer Otto Kohfink gewann 1930 auf Montgomery-J.A.P. den Viertelliterlauf beim Rund um Solitude-Rennen in Stuttgart. Später war er unter anderem Werksfahrer bei Imperia in Bad Godesberg. Er wurde 1933 Deutscher Zementbahnmeister auf 250-cm³-UT und 1934 auf Imperia zusammen mit Erwin Schumacher Deutscher Bergmeister in der Seitenwagen-Klasse. 1937 siegte er in der 250er-Kategorie auf dem Circuit Vaudois im Schweizer Lausanne.
In der Saison 1938 nahm Kohfink auf DKW in der 250-cm³-Klasse an der Motorrad-Europameisterschaft teil und belegte mit sechs Punkten den achten Gesamtrang. Das beste Resultat war der Rang vor seinen Landsmännern und Markenkollegen Ewald Kluge, Bernhard Petruschke und Karl Lottes beim Großen Preis von Deutschland auf dem Sachsenring in Hohenstein-Ernstthal. Außerdem punktete Kohfink auch beim Großen Preis der Schweiz auf dem Circuit des Nations in Genf sowie bei der Dutch TT auf dem Circuit van Drenthe in Assen.
Nach dem Zweiten Weltkrieg gewann Otto Kohfink 1948 auf einer 250er-DKW das Jubiläumsrennen Hockenheim auf dem Hockenheimring. Im Oktober 1950 stürzte er beim Feldbergrennen am Großen Feldberg im Taunus im Streckenabschnitt Rotens Kreuz schwer und musste nach Bad Homburg vor der Höhe ins Krankenhaus verbracht werden. Dieser Sturz bedeutete im Alter von 43 Jahren Kohfinks Karriereende. 1952 musste ihm in Folge des Unfalles der linke Arm amputiert werden, Kohfink litt daraufhin permanent an Phantomschmerzen.
Im Jahr 1951 gründete Otto Kohfink im Bietigheimer Stadtteil Sand in der Friedrich-Ebert-Straße eine Fahrradhandlung. Später gehörten eine Aral-Tankstelle und eine Ford-Vertretung zum Unternehmen. Ab 1967 war er Renault-Händler, 1987 übergab er den Betrieb an seinen Sohn. Otto Kohfink starb im Jahr 1994.